# Oberschlierbach
Oberschlierbach là một đô thị ở huyện Kirchdorf an der Krems bang Oberösterreich, nước Áo. Đô thị này có diện tích 18,3 km², dân số thời điểm ngày 31 tháng 12 năm 2005 là 469 người.